# Eisen(III)-fluorid
Eisen(III)-fluorid ist eine anorganische chemische Verbindung des Eisens aus der Gruppe der Fluoride, der Salze der Flusssäure.

## Gewinnung und Darstellung
Eisen(III)-fluorid kann durch Reaktion von wasserfreiem Eisen(III)-chlorid mit Fluorwasserstoff gewonnen werden.
{\displaystyle \mathrm {FeCl_{3}+3\ HF\longrightarrow FeF_{3}+3\ HCl} }

## Eigenschaften
Eisen(III)-fluorid ist ein hellgrüner Feststoff, der in Wasser sehr schwer löslich ist. Es kristallisiert in einer trigonalen Struktur (VF3-Typ, Raumgruppe R3c (Raumgruppen-Nr. 167)). Außerdem existiert eine Form von Eisen(III)-fluorid, die in einer Variante der Pyrochlor-Struktur (kubisch, Raumgruppe Fd3m (Nr. 227)) kristallisiert. Es ist auch ein Trihydrat bekannt (tetragonal, Raumgruppe P4/n (Nr. 85), Gitterparameter a = 7,846 Å, c = 3,877 Å).

## Verwendung
Eisen(III)-fluorid wird hauptsächlich bei der Produktion von Keramik verwendet.